# Clelia hussami
Clelia hussami är en ormart som beskrevs av Morato, Franco och Sanches 2003. Clelia hussami ingår i släktet Clelia och familjen snokar. Inga underarter finns listade i Catalogue of Life.
Arten förekommer i södra Brasilien i delstaterna Paraná, Rio Grande do Sul och Santa Catarina. Den vistas i bergstrakter mellan 800 och 1100 meter över havet. Regionen är en mosaik av skogar som domineras av träd från brödgranssläktet (Araucaria), av savanner och av jordbruksmark.
Clelia hussami är mycket sällsynt. IUCN kategoriserar arten globalt som otillräckligt studerad.